# Josef Aschbacher
Josef Aschbacher (Ellmau, 7 luglio 1962) è un astronomo austriaco impiegato presso l'Agenzia spaziale europea.
È stato eletto amministratore delegato nel novembre 2020 ed è entrato in carica il 1 marzo 2021.

## Biografia
Josef è nato e cresciuto in Austria. Ha studiato all'Università di Innsbruck e ha conseguito un master e un dottorato in scienze naturali. Ha iniziato la sua carriera come ricercatore scientifico presso l'Istituto universitario di meteorologia e geofisica tra il 1985 e il 1989. Successivamente ha lavorato all'ESA come giovane laureato e anche al Centro comune di ricerca della Commissione europea. È tornato all'ESA nel 2001 per lavorare come coordinatore del programma Copernicus,. Nel 2006 è stato nominato capo dell'ufficio spaziale Copernicus. Secondo la Federazione astronautica internazionale, ha una carriera internazionale compiuta nello spazio, con oltre tre decenni di esperienza lavorativa combinata presso l'Agenzia spaziale europea, la Commissione europea, l'Agenzia spaziale austriaca, l'Asian Institute of Technology e l'Università di Innsbruck.
Nel 2016 è stato nominato direttore dei programmi di osservazione della terra dell'ESA, a capo della più grande dirigenza dell'ESA con una responsabilità di bilancio annuale di 1,5 miliardi di euro, con 800 dipendenti e ingegneri distribuiti in quattro stabilimenti dell'ESA. I programmi di osservazione della Terra hanno 13 satelliti in preparazione e 15 in funzione e 30 satelliti pianificati nei prossimi 10 anni con tre principali partner di finanziamento: gli Stati membri dell'ESA, l'UE e EUMETSAT.